# Hilarimorpha tristis
Hilarimorpha tristis är en tvåvingeart som beskrevs av Egger 1860. Hilarimorpha tristis ingår i släktet Hilarimorpha och familjen Hilarimorphidae. Inga underarter finns listade i Catalogue of Life.